# مانويل ميكيل رودريغيز
مانويل ميكيل رودريغيز (بالإسبانية: Manuel Miquel Rodríguez)‏ هو سياسي تشيلي، ولد في 1812 في تشيلي، وتوفي في 1879 في كوريكو في تشيلي. حزبياً، نشط في Conservative Party (Chile) ‏. وقد انتخب عضو مجلس النواب من شيلي.